# Mănăstirea Vatopedu

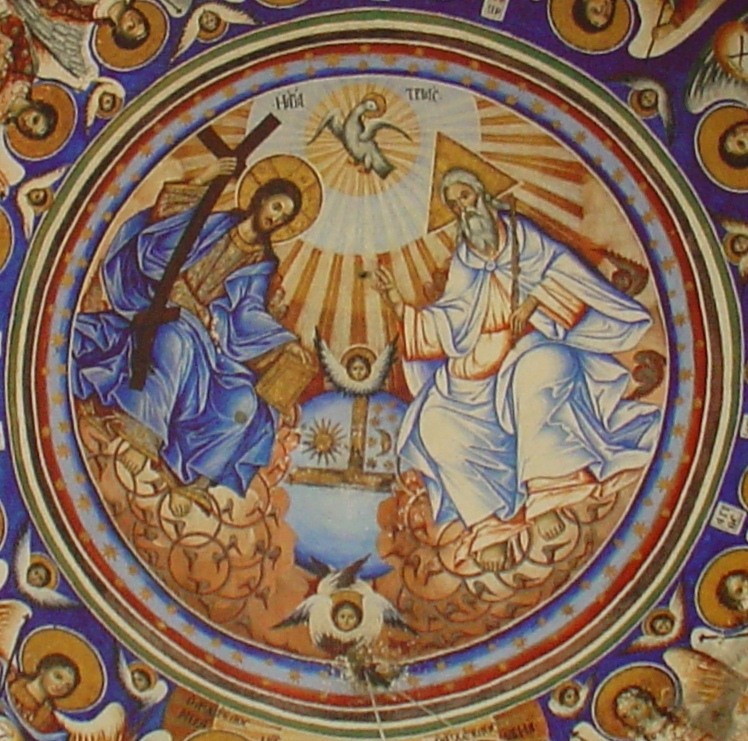
Sfânta Treime pe bolta intrării (πρόστωον) Vatopedi

Mănăstirea Vatopedu (în greacă Βατοπαιδίου), cu hramul Buna Vestire, este o mănăstire de pe Muntele Athos.
Mănăstirea Vatopedu este renumită și datorită tămâii cu miros persistent folosită la celebrările liturgice. Acest miros se datorează unei esențe speciale procurată din Viena. Cea mai căutată tămâie este cea de violete.
Mănăstirea Vatopedu are un cor renumit.